# Lollipop (песня Элджея и Моргенштерна)
«Lollipop» (с англ. — «Леденец») — песня российских хип-хоп-исполнителей Элджея и Моргенштерна, выпущенная 4 сентября 2020 года на лейбле Effective Records.

## Предыстория
Первое сотрудничество исполнителей началось с песни «Cadillac», выпущенной 9 июня 2020 года.
В песне используется семпл из песни Руки Вверх! «Песенка», а также Моргенштерн пробует новый для себя стиль пения «бейби-войс».

## Музыкальное видео
Музыкальный видеоклип на песню в стиле диско 1970-х годов вышел 4 сентября 2020 года на YouTube-канале Элджея. Стилистика клипа схожа с клипом Migos при участии Дрейка на песню «Walk It Talk It».

## Чарты
| Чарт (2020)                | Высшая позиция |
| -------------------------- | -------------- |
| BOOM                       | 3              |
| Top Radio & YouTube Hits   | 2              |
| Top Radio Hits             | 176            |
| Top YouTube Hits           | 1              |
| Муз-ТВ (Топ-20)            | 8              |
| ТНТ MUSIC (Русский чарт)   | 10             |
| Мир (ВКонтакте)            | 2              |
| Россия (Яндекс.Музыка)     | 2              |
| Мир (Яндекс.Музыка)        | 2              |
| Мир (Genius)               | 3              |
| Беларусь (YouTube Music)   | 1              |
| Латвия (YouTube Music)     | 1              |
| Россия (YouTube Music)     | 1              |
| Украина (YouTube Music)    | 1              |
| Молдова (YouTube Music)    | 4              |
| Эстония (YouTube Music)    | 5              |
| Казахстан (YouTube Music)  | 11             |
| Россия (Spotify)           | 2              |
| Латвия (Spotify)           | 4              |
| Эстония (Spotify)          | 26             |
| Литва (Spotify)            | 95             |
| Украина (iTunes)           | 1              |
| Казахстан (iTunes)         | 2              |
| Азербайджан (iTunes)       | 2              |
| Молдова (iTunes)           | 3              |
| Россия (iTunes)            | 6              |
| Камбоджа (iTunes)          | 24             |
| Литва (iTunes)             | 72             |
| Эстония (Apple Music)      | 1              |
| Латвия (Apple Music)       | 2              |
| Россия (Apple Music)       | 2              |
| Литва (Apple Music)        | 2              |
| Украина (Apple Music)      | 3              |
| Таджикистан (Apple Music)  | 3              |
| Молдова (Apple Music)      | 4              |
| Азербайджан (Apple Music)  | 13             |
| Кыргызстан (Apple Music)   | 13             |
| Казахстан (Apple Music)    | 16             |
| Армения (Apple Music)      | 18             |
| Польша (Apple Music)       | 65             |
| Кипр (Apple Music)         | 76             |
| Финляндия (Apple Music)    | 98             |
| Чехия (Apple Music)        | 108            |
| Туркменистан (Apple Music) | 175            |
| Мальта (Apple Music)       | 193            |